# Hugo Henry Riemer
Hugo Henry Riemer (ur. 3 grudnia 1879 w Kramer w Nebrasce, zm. 31 marca 1965 w Nowym Jorku) – amerykański działacz religijny, członek zarządu Towarzystwa Strażnica uważanego za Ciała Kierowniczego Świadków Jehowy.

## Życiorys
Został ochrzczony w roku 1896. W 1905 roku podjął pełnoczasową służbę kaznodziejską. Początkowo działał w północnym Missouri, później m.in. w Teksasie i Alabamie, w rezerwatach Indian oraz przy projekcji „Fotodramy stworzenia”. W roku 1918 rozpoczął wolontariat w Biurze Głównym Świadków Jehowy oraz na Farmach Strażnicy. Do roku 1958 pracował w dziale zaopatrzenia Towarzystwa Strażnica.
W roku 1943 został członkiem zarządu Towarzystwa Strażnica. Był asystentem sekretarza-skarbnika Towarzystwa Strażnica. Brał udział w zagranicznych podróżach służbowych oraz w kongresach w różnych krajach. Zmarł 31 marca 1965, jego pogrzeb odbył się 3 kwietnia 1965 roku na Staten Island w Nowym Jorku.